# Русаков, Александр Исаакович
Алекса́ндр Исаа́кович Русако́в (29 марта 1898, Севск, Орловская губерния — 20 сентября 1952, Ленинград) — советский живописец и график, член Ленинградского Союза художников, один из представителей ленинградской школы живописи.

## Биография

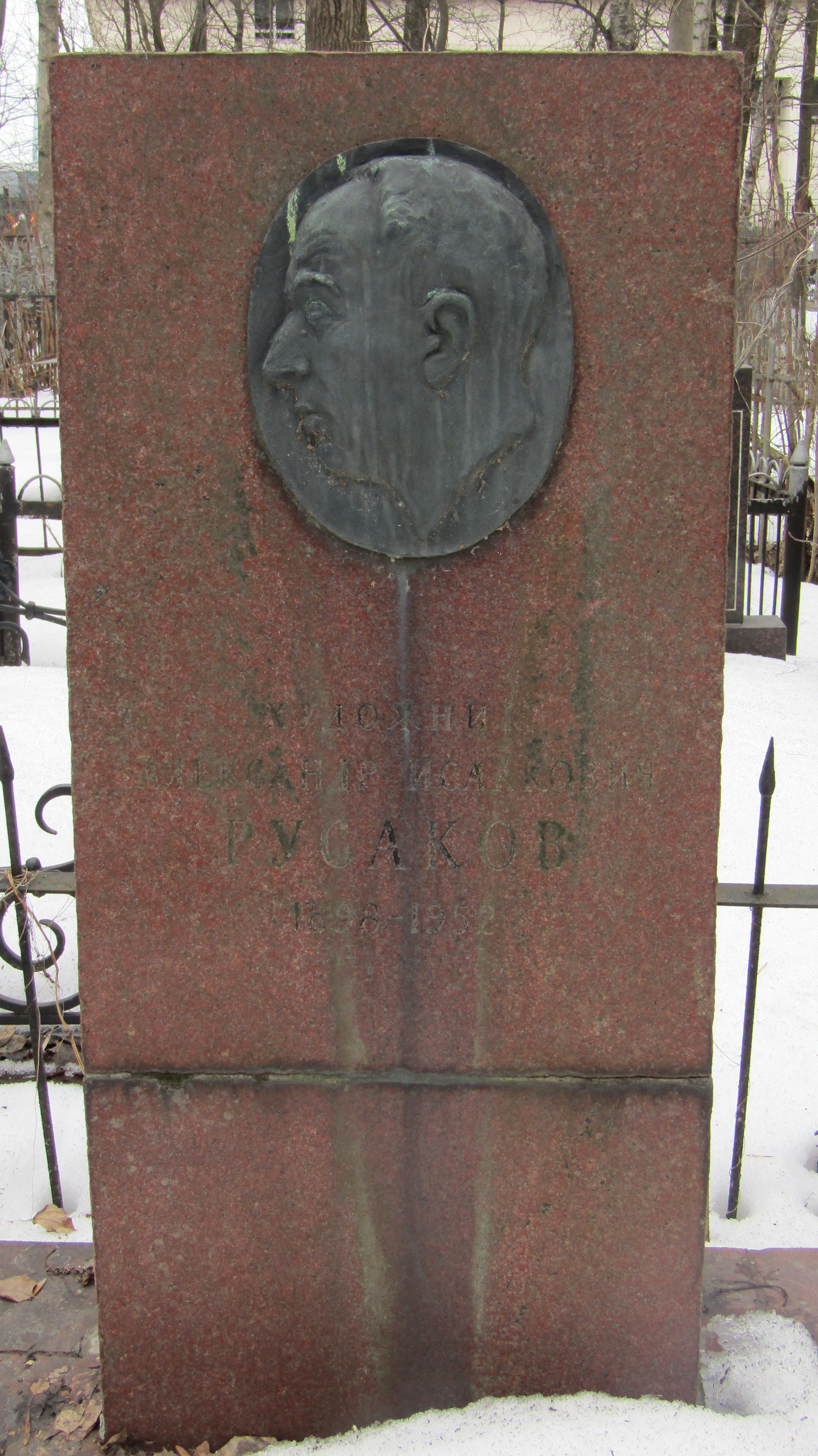
Могила Русакова А.И. Серафимовское кладбище, Санкт-Петербург.

Александр Исаакович Русаков родился 29 марта 1898 года в городе Севске Орловской губернии, в семье земского врача Исаака Абрамовича Русакова и Софии Осиповны (Ошеровны) Перской, уроженцев Глухова. Дед, Ошер Абрамович Перский, был владельцем фотоателье в Глухове. С 1900 года жил с родителями в Петербурге. Учился у художника Игнатьева М. И., затем в частной художественной школе Званцевой Е. Н. у Добужинского М. В., Бакста Л. С., Петрова-Водкина К. С. В 1918—1924 продолжил обучение в ПГСХУМ-ВХУТЕМАС-ВХУТЕИН, занимался у Дубовского Н. Н., Кардовского Д. Н., Браза О. Э.
Был членом «Общины художников». Член-учредитель общества «Круг художников» (1926—1932).
С 1932 член Ленинградского Союза советских художников. Участвовал в выставках с середины 1920-х, экспонируя свои работы вместе с произведениями ведущих мастеров изобразительного искусства Ленинграда. Писал портреты, пейзажи, жанровые картины, натюрморты. Работал в технике масляной и темперной живописи. В ранний период находился под влиянием французской школы живописи (П. Сезанн, А. Матисс, А. Марке). Мастер городского пейзажа. Автор графических и живописных серий с видами Ленинграда и его окрестностей. В годы войны оставался в Ленинграде, экспонировался на блокадной выставке 1943 года. Персональные выставки произведений Александра Русакова были показаны в Ленинграде (в 1957 в ЛОСХе и в 1984 в Доме писателя им. В. Маяковского) и в Петербурге (1998, музей А. А. Ахматовой).
«Русаков принадлежит к числу ведущих представителей так называемой ленинградской школы 1920-40-х, наряду с Н. А. Тырсой, Н. Ф. Лапшиным, А. А. Успенским, А. С. Ведерниковым, В. А. Гринбергом, А. Н. Самохваловым и другими художниками. Характерными чертами его творчества являются повторяемость мотивов, камерность, лиризм, свободная, импровизационная манера письма с колористическими и пластическими обобщениями».
Русаков был одним из ведущих представителей ленинградской школы, сложившейся в конце 1920-х — 1930-х гг. Общими характеристиками художников ленинградской школы, включая Ведерникова, считаются: « широкое видение» — широта живописного приёма; принципиальное использование «быстрого письма»; значимость силуэта; использование прозрачных, серебристых и мягких тональных гамм и размытых контуров предметов. Пейзажи, написанные мастерами ленинградской школы, отличались тем, что художники чаще всего писали их не с натуры, а по воспоминанию, а также тем, что писали один и тот же постоянно повторяющийся мотив — обычно, вид из окна. «В большинстве своём пейзажисты ленинградской школы постоянно писали вид из окна своей мастерской… ». Лучшая часть творческого наследия художника — пейзажи Ленинграда, часто написанные из окна его дома № 64 на Большом проспекте Петроградской стороны.
Скончался 20 сентября 1952 года в Ленинграде на 55-м году жизни. Похоронен на Серафимовском кладбище.
Произведения А. И. Русакова находятся в Государственном Русском музее, Государственной Третьяковской галерее, в музеях Саратова, Перми, Пскова, Одессы, Брянска, в частных собраниях России, Украины, Германии, Франции, Великобритании, Израиля и других стран; в Петербурге, в собрании наследников художника.

## Семья
- Жена — художник и график Татьяна Исидоровна Купервассер (1903—1972).
  - Сын — доктор искусствоведения Юрий Александрович Русаков (1926—1995). Его жена — доктор искусствоведения Алла Александровна Русакова (урождённая Ельяшевич, 1923—2013), дочь экономиста А. Б. Ельяшевича. 
    - Внук — Александр Юрьевич Русаков (род. 1957), языковед, доктор филологических наук, профессор кафедры общего языкознания СПбГУ[6].